# AMK Ranch
Az AMK Ranch (más néven Merymare, Lonetree vagy Mae-Lou Ranch) egykori lakólétesítmény az Amerikai Egyesült Államok Wyoming államának Moran városának közelében, a Grand Teton Nemzeti Park területén. William Louis Johnson 1927-ben fogadót, pajtát és csónakházat létesített, ezeket pedig az 1930-as években Alfred Berol bővítette.
Miután a Nemzeti Parkszolgálat tulajdonába került, a Wyomingi Egyetemmel közösen kutatóállomást létesítettek, melynek igazgatója Michael E. Dillon zoológiaoktató.

## Története
A Jackson Hole legészakabbi lakólétesítményét 1890-ben alakította ki a családjuk által nyugatra száműzött John Dudley Sargent és Robert Ray Hamilton (egyes feltételezések szerint Sargent a Signal-hegyen meggyilkolta Hamilton; a hegyet a Hamilton holttestének megtalálásakor gyújtott jelzőtűzről kapta). A The Hoover Company vezető munkatársaként dolgozó William Johnson csónakházat és garázst épített; miután 1931-ben elhunyt, Berolzheimer, az Eagle Company (később Berol) munkatársa 1936-ban a területet megvásárolta. George W. Kosmak és Paul T. Colbron tervezésében az épületeket kibővítették. 1953-ban itt alakították ki a Wyomingi Egyetem kutatóállomását.
1990. április 23-án bekerült a történelmi helyek jegyzékébe.

## Elhelyezkedése
A Colter Bay Village-től északra, a Jackson-tó partján elhelyezkedő létesítmény leginkább az apró részletekről ismerhető fel; a nemzeti parkban ez a legaprólékosabban kialakított épület. A 17 szobás fogadó 14 szobája az AMK Ranch történelmi körzet részét képezi.
Egyik első épülete a Merymere fogadó volt. A Johnsont William Johnson, a Berolt pedig Alfred Berol építette.

## Fordítás
- Ez a szócikk részben vagy egészben  az   AMK Ranch című angol Wikipédia-szócikk ezen változatának fordításán alapul.  Az eredeti cikk szerkesztőit annak laptörténete sorolja fel. Ez a jelzés csupán a megfogalmazás eredetét és a szerzői jogokat jelzi, nem szolgál a cikkben szereplő információk forrásmegjelöléseként.